# Eliseo Salazar
 Eliseo Salazar Valenzuela  va ser un pilot de curses automobilístiques xilè que va arribar a disputar curses de Fórmula 1.
Va néixer el 14 de novembre del 1954 a Santiago de Xile, Xile.

## A la F1
Eliseo Salazar va debutar a la primera cursa de la temporada 1981 (la 32a temporada de la història) del campionat del món de la Fórmula 1, disputant el 15 de març del 1981 el G.P. de l'oest dels Estats Units al circuit de Long Beach.
Va participar en un total de trenta-set curses puntuables pel campionat de la F1, disputades en tres temporades consecutives (1981 - 1983), aconseguint una cinquena posició com millor classificació en una cursa i assolí tres punts pel campionat del món de pilots.

## Resultats a la Fórmula 1
| Any  | Equip                     | Xassís    | Motor    | 1         | 2         | 3         | 4       | 5       | 6       | 7         | 8       | 9       | 10      | 11      | 12      | 13      | 14      | 15      | 16      | Posició | Punts |
| ---- | ------------------------- | --------- | -------- | --------- | --------- | --------- | ------- | ------- | ------- | --------- | ------- | ------- | ------- | ------- | ------- | ------- | ------- | ------- | ------- | ------- | ----- |
| 1981 | March Grand Prix Team     | March     | Cosworth | O.USA NVQ | BRA NVQ   | ARG NVQ   | SMR Ret | BEL NVQ | MON NVQ |           |         |         |         |         |         |         |         |         |         | 18è     | 1     |
| 1981 | Ensign Racing             | Ensign    | Cosworth |           |           |           |         |         |         | ESP 14    | FRA Ret | GBR NVQ | ALE NC  | AUT Ret | HOL 6   | ITA Ret | CAN Ret | LVG Ret |         | 18è     | 1     |
| 1982 | Team ATS                  | ATS       | Cosworth | SUD 9     | BRA Ret   | O.USA Ret | SMR 5   | BEL Ret | MON Ret | E.USA Ret | CAN Ret | HOL 13  | GBR NVQ | FRA Ret | ALE Ret | AUT NVQ | SUI 14  | ITA 9   | LVG NVQ | 22è     | 2     |
| 1983 | RAM Automotive Team March | March RAM | Cosworth | BRA 15    | O.USA Ret | FRA NVQ   | SMR NVQ | MON NVQ | BEL NVQ | E.USA     | CAN     | GBR     | ALE     | AUT     | HOL     | ITA     | EUR     | SUD     |         | -       | 0     |

### Resum
| Curses: | Victòries: | Pòdiums: | Poles: | Voltes ràpides: | Punts: |
| ------- | ---------- | -------- | ------ | --------------- | ------ |
| 37 (24) | 0          | 0        | 0      | 0               | 3      |